# Русский Зязьгор
Русский Зязьгор — деревня в Кезском районе Удмуртской республики.

## География
Находится в северо-восточной части Удмуртии на расстоянии приблизительно 7 км на восток-юго-восток по прямой от районного центра поселка Кез.

## История
Известна с 1873 года как починок Лыпский (Русский Зязьгор) с 4 дворами. В 1905 году учтено 26 дворов, в 1920 (13 русских и 7 удмуртских), в 1924 — 24. С 1932 года деревня. До 2021 года входила в состав Сюрзинского сельского поселения.

## Население
Постоянное население составляло 26 жителей (1873), 162 (1905), 108 (1920), 142 (1924), 45 человек в 2002 году (удмурты 87 %), 21 в 2012.